# Lutepää
Lutepää (ook Lűtopä, Lutõpää, Lutõbä, Laiuste, Lutepea of Luteba genoemd) is een gehucht in het Zuid-Estse grensgebied nabij Rusland dat tot 2008 alleen bereikt kon worden door over Russisch grondgebied te rijden. Het plaatsje vormt onderdeel van de gemeente Setomaa (provincie Võrumaa) en is gelegen aan een onverharde weg tussen het noordwestelijker gelegen Värska (6,2 km) en het zuidoostelijker gelegen Saatse (5,8 km). Aan de zuidwestzijde ligt het natuurgebied Mustoja.
Tot in 2017 maakte Lutepää deel uit van de gemeente Värska. In dat jaar werd die gemeente bij de gemeente Setomaa gevoegd. De plaats heeft de status van dorp (Ests: küla) en telt 11 inwoners (2021).
Lutepää bestaat uit een klein aantal verspreid gelegen huisjes. De weg tussen Värska en Saatse steekt op twee plekken de Russische grens over; over een lengte van ongeveer 30 meter aan de westzijde van Lutepää (vanaf Värska voorbij Verhulitsa) en over een lengte van ongeveer 800 meter (de zogeheten Laars van Saatse (Ests: Saatse saabas, Russisch Саатсетский сапог; Saatsetski sapog) aan de oostzijde van Lutepää (iets voor Sesniki, 2,3 km van Lutepää). De weg mag door Russisch gebied zonder Russisch visum worden bereden door auto's, mits ze niet stoppen en minimaal 60 kilometer per uur rijden (hetgeen niet is aangegeven). Voor fietsers en voetgangers is de weg verboden, hoewel dit niet is aangegeven voor fietsers. Bij beide stukken weg bevinden zich Russische posten die dit in de gaten houden. Het stukje weg is een toeristische attractie geworden.
Om het stukje weg van 30 meter ten westen van Lutepää loopt een omweggetje dat een doortocht geheel over Ests grondgebied mogelijk maakt.
Om de Laars van Saatse te omzeilen en Värska en Saatse zonder grensoverschrijdingen te kunnen bereiken is in 2008 een nieuwe omleidingsweg aangelegd.